# Вергунка (роз'їзд)
Вергу́нка — залізничний роз'їзд Луганської дирекції Донецької залізниці.
Розташований в селищі Вергунський Роз'їзд Жовтневий район Луганська Луганської області на лінії Іллєнко — Родакове між станціями Луганськ-Північний (7 км) та Кіндрашівська (6 км).
Через військову агресію Росії на сході України транспортне сполучення припинене.